# Schweizer Soldat
Der Schweizer Soldat (bis 1975 Der Schweizer Soldat) ist eine militärische Fachzeitschrift in der Schweiz. Laut ihrer Selbstbeschreibung bemüht sich die Zeitschrift «informativ, mutig und kritisch um eine gesunde Einstellung zur Landesverteidigung und fördert in diesem Sinne das Interesse an militärpolitischen und wehrtechnischen Fragen». Sie wird von einer privaten Genossenschaft herausgegeben und ist nach Angaben der Schweizer Regierung unabhängig und nicht von der Schweizer Armee finanziert.

## Inhalt

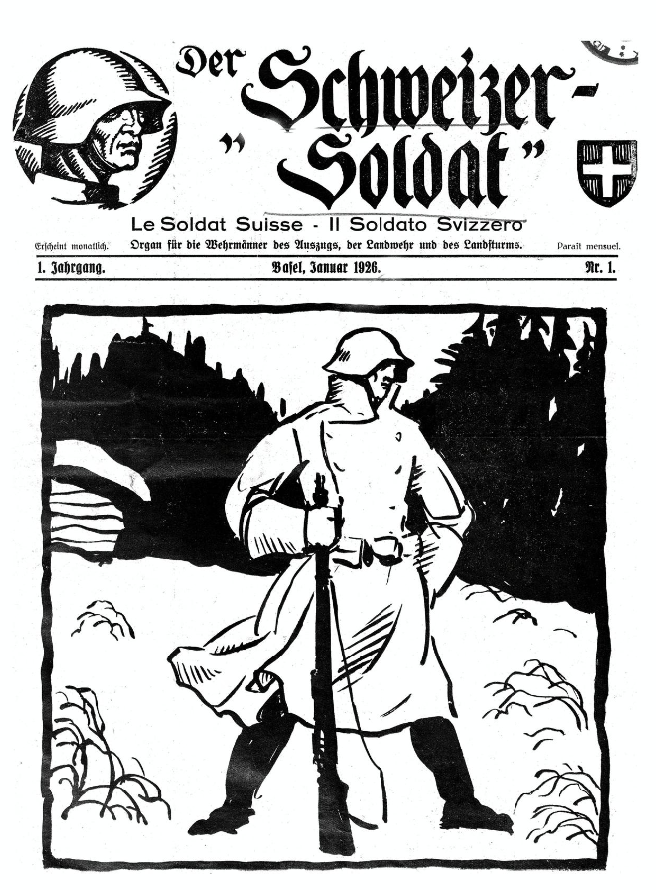
Titelbild der ersten Ausgabe von 1926

Die monatlich erscheinende Zeitschrift enthält oft von Milizkadern oder Berufspersonal der Armee verfasste Beiträge über Truppenübungen und -anlässe, Rüstung und Technik, Schweizer Militärgeschichte, Entwicklungen in der Schweizer Armee und in ausländischen Streitkräften sowie Stellungnahmen zu sicherheitspolitischen Fragen. Anders als die Allgemeine Schweizerische Militärzeitschrift, die als Organ der Schweizerischen Offiziersgesellschaft das höher ausgebildete Kader anspricht, richtet sich der Schweizer Soldat in erster Linie an höhere Unteroffiziere, Unteroffiziere, Gefreite und Soldaten.
Die Zeitschrift hat eine WEMF-beglaubigte Auflage von 22'908 (2019: 16'521) verkauften/verbreiteten Exemplaren. Sie wird von einer 1926 gegründeten privaten Gesellschaft herausgegeben, wird aber gemäss Impressum allen deutschsprachigen aktiven Armeekadern der Grade Wachtmeister bis Divisionär kostenlos zugestellt. Träger der Genossenschaft sind Unteroffiziere und Offiziere der Schweizer Armee sowie der Schweizerische Unteroffiziersverband (SUOV) und die Schweizerische Offiziersgesellschaft (SOG). Der Schweizer Soldat ist Mitglied der European Military Press Association (EMPA), des Zusammenschlusses der europäischen Militärpresse.

## Geschichte
Die Zeitung erschien erstmals im Januar 1926. Initiant und erster Redaktor war Oblt K. F. Schär. 1927 fusionierten die Zeitungen Der Schweizer Soldat und Der Schweizer Unteroffizier aus finanziellen Gründen. Der Schweizer Soldat trug fortan den Untertitel Der Schweizer Unteroffizier und enthielt diesen als Beilage. Ab April 1930 war AdjUof Ernst Möckli, der Redaktor des früheren Schweizer Unteroffiziers, neu Redaktor des gesamten Schweizer Soldaten. Gleichzeitig wurde ein französischsprachiger Teil unter der Redaktion von Oblt Dunand (später abgelöst durch Lt, später Hptm Notz) eingeführt, 1935 auch ein italienischsprachiger Teil unter der Redaktion von Oblt Emilio Fonti (später abgelöst durch Hptm Casanova). Zu Beginn des Zweiten Weltkriegs bestimmte die Armeeleitung den Schweizer Soldaten zur offiziellen Armeezeitung, verzichtete aber ab 1. September 1942 aus Spargründen auf die Weiterführung. Danach erschien die Zeitung wieder nur noch auf Deutsch und ab 1946 statt wöchentlich nur noch zweiwöchentlich.
Ab 1953 bis 1996 war Wm Ernst Herzig Redaktor des Schweizer Soldaten. Dieser erschien ab 1968 nur noch monatlich. 1975 wurde die Zeitschrift des FHD in den Schweizer Soldaten integriert, der fortan den Untertitel mit FHD-Zeitung trug. Gleichzeitig wurde die Zeitschrift von Der Schweizer Soldat in Schweizer Soldat umbenannt und neu gestaltet.
Von 1996 bis 2006 war Oberst Werner Hungerbühler Chefredaktor des Schweizer Soldaten, danach bis 2019 der frühere Chefredaktor der Thurgauer Zeitung Oberst Peter Forster. Von 2019 bis 2023 war Hptm Frederik Besse Chefredaktor, am 1. Juli 2023 übernahm Wm Cécile Kienzi interimistisch die Chefredaktion. Seit 1. Oktober 2023 ist sie zusammen mit Obstlt Raphael Frey Co-Chefredaktorin.